# Тодхантер, Айзек
Айзек Тодхантер (англ. Isaac Todhunter, в части источников именуется Исаак Тодхентер или Тодгентер), 1820—1884) — английский математик, историк математики и педагог. Член Лондонского королевского общества (1862).
Основные труды — по истории математики и механики, по математическому анализу. Темой монографий Тодхантера была история таких наук, как вариационное исчисление (1861), теория вероятностей (1865), сферическая тригонометрия (1873), теория тяготения (1873), теория упругости (закончена Карлом Пирсоном и издана посмертно, 1886).

## Биография и научная деятельность
Родился в 1820 году в южной Англии, в семье пастора, в 6 лет остался без отца. После школы некоторое время посещал вечерние классы в Лондонском университетском колледже. В 1842 году, показав большие математические способности, он получил стипендию и перешёл в Лондонский университет, где вскоре при сдаче экзамена на звание магистра был удостоен золотой медали.
В 1844 году Тодхантер поступил в Кембриджский университет (колледж св. Иоанна). В 1848 году он был удостоен нескольких университетских призов и элитного звания «Senior Wrangler» (особо одарённый студент). В 1849 году был избран членом колледжа и начал преподавание в Кембридже. Тодхантер получил большую известность в нескольких областях: как первоклассный педагог, как историк математики, как лингвист-полиглот (владел, кроме западноевропейских языков, также ивритом, русским, санскритом), как исследователь древнегреческого и латинского наследия.
Монографии и учебные пособия Тодхантера оказали значительное влияние на развитие и преподавание математики во второй половине XIX века. Благодаря его учебнику «Алгебра» вошёл в науку термин «математическая индукция» (предложенный в 1838 году Огастесом де Морганом)
. У него также впервые встречается (1875) ставшее ныне общепринятым обозначение {\displaystyle J_{\nu }(x)} для функций Бесселя 1-го рода. Впервые обратил внимание математиков на различие между слабым и сильным экстремумом в вариационном исчислении; он опубликовал первые исследования по формулировке условий экстремума в задаче Лагранжа и рассмотрел задачи с негладкими экстремалями (1871).
В 1864 году Тодхантер женился на Луизе Анне Марии Дэвис, дочери капитана (впоследствии — адмирала), у них родились четыре сына и дочь. Согласно уставу университета, после женитьбы Тодхантер потерял право на членство в колледже. Всё же он продолжал преподавание там, с 1874 года Тодхантер — почётный член колледжа. В 1880-е годы здоровье его ухудшилось, затем после инсульта наступил паралич. Скончался в 1884 году, погребён в Кембридже.

## Основные труды
- Treatise on the Differential Calculus and the Elements of the Integral Calculus (1852, 6th ed., 1873)
- Treatise on Analytical Statics (1853, 4th ed., 1874)
- Treatise on the Integral Calculus (1857, 4th ed., 1874)
- Treatise on Algebra (1858, 6th ed., 1871)
- Treatise on differential Calculus
- Treatise on Plane Coordinate Geometry (1858, 3rd ed., 1861)
- Plane Trigonometry (1859, 4th ed., 1869)
- Spherical Trigonometry (1859)
- History of the Calculus of Variations (1861)
- Theory of Equations (1861, 2nd ed. 1875)
- Examples of Analytical Geometry of Three Dimensions (1858, 3rd ed., 1873)
- Mechanics for Beginners (1867)
- A History of the Mathematical Theory of Probability from the Time of Pascal to that of Laplace (1865)
- Researches in the Calculus of Variations (1871)
- History of the Mathematical Theories of Attraction and Figure of the Earth from Newton to Laplace (1873)
- Elementary Treatise on Laplace's, Lamé's and Bessel's Functions (1875)
- A history of the theory of elasticity and of the strength of materials from Galilei to the present time   Vol I PtI Vol II Pt II
- Natural Philosophy for Beginners (1877).

Опубликованы посмертно:
- The History of the Theory of Elasticity — не закончена, работу над рукописью завершил Карл Пирсон, опубликована в 1886 году.
- Cairns, W. D. The Elements of Euclid. by Isaac Todhunter; Thomas L. Heath (англ.) // The American Mathematical Monthly : journal. — Vol. 41, no. 6. — P. 383. — doi:10.2307/2301562. — JSTOR 2301562.

### Русские переводы
- Сборник примеров и задач элементарной физики. Пер. с англ. /[Соч.] И. Тодгентера, проф. математики в Кэмбридже. — Киев. Тип. И. Н. Кушнерев и К°, 1887. — VIII, 117 с.  Сборник содержит задачи из книги «Natural philosophy for beginners».
- Тодгентер И. Алгебра для употребления в учебных заведениях и самообучения / изд-е Ф. Павленкова. Перевод: Е. А. Предтеченский. — Санкт-Петербург: Тип. Товарищ, 1891. — 530 с.
- Тодхантер И. История математических теорий притяжения и фигуры Земли от Ньютона до Лапласа. 2 тома в одной книге. М.: Едиториал УРСС, 2002, 672 с, Серия: Классики науки. ISBN 5-8360-0325-4.

## Почести и отличия
- 1862: принят в члены Лондонского королевского общества.
- 1865: принят в члены Лондонского математического общества.